# Франку-да-Роша
Франку-да-Роша (порт. Franco da Rocha)  —  муниципалитет в Бразилии, входит в штат Сан-Паулу. Составная часть мезорегиона Агломерация Сан-Паулу. Находится в составе крупной городской агломерации Агломерация Сан-Паулу. Входит в экономико-статистический  микрорегион Франку-да-Роша. Население составляет 124 816 человек на 2006 год. Занимает площадь 133,931 км². Плотность населения — 931,9 чел./км².
Праздник города —  20 ноября.

## История
Город основан в 1934 году. Эмансипирован в 1944 году.

## Статистика
- Валовой внутренний продукт на 2003 составляет 848.649.759,00 реалов (данные: Бразильский институт географии и статистики).
- Валовой внутренний продукт на душу населения на 2003 составляет 7.243,51 реалов (данные: Бразильский институт географии и статистики).
- Индекс развития человеческого потенциала на 2000 составляет 0,778  (данные: Программа развития ООН).

## География
Климат местности: субтропический.